# Tenuipalpus austrocedri
Tenuipalpus austrocedri är en spindeldjursart som beskrevs av Gonzalez 1968. Tenuipalpus austrocedri ingår i släktet Tenuipalpus och familjen Tenuipalpidae. Inga underarter finns listade i Catalogue of Life.